# Hermann Burmeister
Carl Hermann Konrad Burmeister, född 15 januari 1807 i Stralsund, död 2 maj 1892 i Buenos Aires, var en tysk zoolog och paleontolog.
Burmeister blev 1842 professor i zoologi i Halle an der Saale samt valdes 1848 till ledamot av Frankfurtparlamentet och sedermera av den preussiska deputeradekammaren, där han anslöt sig till det demokratiska partiet. Missnöjd med de politiska förhållandena, begav han sig 1850 till Brasilien, varifrån han återvände sommaren 1852. Resultaten av denna forskningsresa publicerade han i Uebersicht der Thiere Brasiliens (1854-56) och Erläuterungen zur Fauna Brasiliens (1856). Åren 1856-60 gjorde han en resa till Sydamerika, vilken han beskrev i Reise durch die La Plata-Staaten (1861). År 1861 flyttade han till Buenos Aires, där han till 1870 verkade såsom direktör för ett av honom grundat naturhistoriskt museum. Nämnda år blev han kurator för den nyinrättade naturvetenskapliga fakulteten i Córdoba.
I sitt nya fädernesland gjorde Burmeister värdefulla insatser genom sina beskrivningar och avbildningar (i "Anales del museo publico de Buenos-Ayres") av däggdjurslämningar i La-Plata-staternas (Argentinas, Paraguays och Uruguays) tertiära lager samt genom sina undersökningar om sydhavets valar. Av hans stora verk över Argentina, som var ämnat att omfatta 20 band, utkom första bandet 1875.

## Övriga skrifter (i urval)
- Handbuch der Naturgeschichte (1837)
- Handbuch der Entomologie (1832-55)
- Genera insectorum (1833-46)
- Geschichte der Schöpfung (1843, sjunde upplagan 1867)
- Die Organisation der Trilobiten (1843)
- Beiträge zur Kenntniss der Gattung Tarsius (1846)
- Die Labyrinthodonten (1849-50)
- Der fossile Gavial von Boll (1854)